# Araújo
|  | Aquest article tracta sobre la localitat de l'Uruguai. Si cerqueu el futbolista del Barça, vegeu «Ronald Araújo». |

Araújo és una localitat de l'Uruguai, ubicada a l'oest del departament de Paysandú.
Es troba a 20 msnm. Té una població aproximada de 1.000 habitants.